# Kay Hagan
Janet Kay Hagan, nata Ruthven (Shelby, 26 maggio 1953 – Greensboro, 28 ottobre 2019), è stata una politica statunitense, membro del Partito Democratico e senatrice per lo stato della Carolina del Nord dal 2009 al 2015.

## Biografia
Nel 2008 la Hagan sfidò e batté la repubblicana Elizabeth Dole, senatrice in carica, ottenendo il 52% delle preferenze contro il 44% della Dole. Sei anni dopo, ricandidatasi per un secondo mandato, venne sconfitta di misura dall'avversario repubblicano Thom Tillis.
Kay Hagan fu l'unica democratica ad opporsi ad un disegno di legge che dava all'FDA il potere di regolare l'industria del tabacco; alla fine la legge venne approvata con 79 voti a favore contro 17 pareri contrari. Inoltre votò contro l'emendamento Stupak, che vietava l'utilizzo di fondi federali per finanziare gli aborti.
Nel dicembre 2016, mentre era a Washington D.C., contrasse una forma di encefalite e venne ricoverata in ospedale. La malattia era quella relativa al virus Powassan, trasmessa dalle zecche, e senza cure. Kay Hagan è morta per complicazioni di questa rara patologia il 28 ottobre 2019 all'età di 66 anni lasciando il marito Chip e tre figli.